# 크러스트 펑크
크러스트 펑크(Crust punk)는 아나코-펑크와 하드코어 펑크의 발전된 모습이다.

## 역사
크러스트 펑크는 80년대 초기 아나코-펑크운동에서 발전했다. 크러스트 펑크는 그때 존재하였던 펑크장르들과 익스트림 메탈사운드를 융합하고, 초기 피스-펑크운동에서 보였던 요소들을 발전시켰다. 낙천적인 것과는 가깝지 않았고, 크래스나 디스차지같은 밴드들의 이상적인 가사를 불렀으며 음산하고 비관/염세적인 가사와 종종 핵전쟁의 여파로 황량해진 세상에 대해 경고하는 가사를 썼다. 초기 밴드들로는 아메빅스, 안티섹트 등이 있다.

## 삶의 형태
크러스트 펑크는 아메빅스나 안티섹트가 이끈 라이프 스타일과 그 후에 다른 여러 크러스트 펑크들의 영향을 받아왔다. 이들은 버림받은 빌딩들 속에서 많은 스퀏들이 이루었고, 정규직을 찾지 않았다. 지저분한 것을 수치스러워하는 것은 고정관념적이라는 생각을 가지고 있었기에 목욕, 면도 등의 몸단장을 피했고 머리를 감지 않아 자연적으로 생긴 드레드락은 크러스트 펑크의 상징이 되기도 하였다. 독소와 화학물질을 피해기 위해 위생 제품의 사용을 꺼려했으며 사용한다하더라도 기업의 상품을 사용하길 거부했다. 많은 크러스트 펑크들은 기업들의 옷을 사길 거부하고 아나코-펑크들과 마찬가지로 검은 군복과 구제옷들을 입었다. 실크스크린 프린팅으로 패치를 만들고 그것을 서로 물물교환하여 옷에 붙였다. 또한 많은양의 술과 마약을 사용하였고 그로 인해 많은 펑크와 아나키즘운동에서 비판을 받았다.

## 이념
크러스트 펑크의 이념은 아나코-펑크의 과격 버전이라 할 수 있다. 아나키즘 공동체 속에서 아나키즘적인 삶을 시도하였고 자본주의 사회속에서 살아가는 것을 거부하였다. 크러스트 펑크의 가사에서 그들의 이념을 잘 살펴볼 수 있는데 공통적인 주제로는 아나키즘, 환경주의, 인종차별반대, 스쿼팅, 불복종, 여성주의, 성차별폐지, 동물해방, 채식주의, 종교적 통제, 핵제거등이 있다. 크러스트 펑크는 그들의 아나코-펑크의 선봉에서보다 한층 더 종교적인 분쟁에 반대했다. 많은 크러스트 펑크들은 무신론자이며, "신도 없고, 주인도 없다"라는 구호를 이상으로 삼았다(이 아나키스트들의 슬로건은 아메빅스에 의해 대중적이 되었다.).

## DIY
펑크윤리에서 중요한 슬로건이 있다면 그것은 바로 DIY:"너 스스로 해라"이다. 크러스트-펑크에선 이것에 의하여 정통적인 레코딩과 유통방식을 피하여 조악한 녹음을 한 음원을 공테이프에 담아 스스로 포장하고 직접 팔거나 교환을 하곤하였다. 또한 아나코-펑크와 크러스트-펑크 커뮤니티내의 뉴스, 아이디어, 아트워크등내용이 있는 잡지(흔히 팬진이라고한다.)를 만들기도 하는데 그것또한 복사기를 사용하여 직접 만들어 공연장등에서 배포한다.

## 같이 보기
- 그라인드코어
- D-beat